# Praia de Massambaba
Praia de Massambaba
A Praia de Massambaba pertence à cidade de Araruama, estado do Rio de Janeiro, Brasil; a Praia de Massambaba é caracterizada por ser oceânica, com extensão de 12 km, com águas frias porém transparentes, com vegetação típica de restinga; também é caracterizada por ser excelente para a pesca de linha e para a prática do surf, próxima às Lagoa Vermelha, Pitanguinha, Pernambuca e algumas salinas com moinhos. 